# Спанцирети, Николай Петрович
Николай Петрович Спанцирети (1915—1991) — советский шашист, специализировавшийся в русских шашках, международных шашках, чемпион Украины по русским шашкам (1950, 1959), чемпион Украины по международным шашкам (1962), призёр в 1957, 1963, 1978 годах, участник чемпионатов СССР по международным шашкам, создатель и популяризатор 80-клеточных шашек. Мастер спорта СССР (1955).

## Биография
Окончил Харьковский политехнический институт, кандидат технических наук, автор около 50 научных публикаций по автоматизации прокатного производства и множества изобретений в области автоматизированного электропривода.
Участник Великой Отечественной войны, инженер-лейтенант.
Начинал заниматься русскими шашками, затем перешёл на стоклеточные (ныне называемые международными) шашки. Представлял общество «Спартак».
Размышляя о снижении результативности в русских шашках, он в 70-х годах использовал доску с 8 клетками по вертикали и 10 по горизонтали. Добавочные вертикали были названы i и k. Игры на такой доске давали высокую результативность. Например, три дамки против одной всегда выигрывали. В 1984 году был проведён первый всесоюзный турнир по переписке на 80-клеточной доске. 12 февраля 1987 года на заседании бюро президиума Федерации шашек СССР, основываясь на выводах и рекомендациях экспертной комиссии, шашки на 80-клеточной доске были признаны ещё одним видом шашек в СССР. Турниры по 80-клеточным шашкам проводились и в современной России.
Проживал в Харькове.
Проводится турнир, посвященный памяти Николая Петровича Спанцирети.